# Amtsgericht Lyck
Das Amtsgericht Lyck war ein preußisches Amtsgericht mit Sitz in Lyck, Ostpreußen.

## Geschichte
In Lyck bestand bis 1849 das Land- und Stadtgericht Lyck und danach das Kreisgericht Lyck. Im Rahmen der Reichsjustizgesetze wurden die bestehenden Gerichte aufgehoben und einheitlich Amtsgerichte gebildet. Das königlich preußische Amtsgericht Lyck wurde mit Wirkung zum 1. Oktober 1879 als eines von zehn Amtsgerichten im Bezirk des Landgerichtes Lyck im Bezirk des Oberlandesgerichtes Königsberg gebildet. Der Sitz des Gerichtes war Lyck. Sein Gerichtsbezirk umfasste den Kreis Lyck. Am Gericht bestanden 1880 fünf Richterstellen. Das Amtsgericht war damit das größte Amtsgericht im Landgerichtsbezirk.
Im Jahre 1945 wurden der Amtsgerichtsbezirk unter polnische Verwaltung gestellt und die deutschen Einwohner vertrieben. Damit endete auch die Geschichte des Amtsgerichtes Lyck. Unter polnischer Verwaltung entstand das Sąd Rejonowy w Ełku (1950–1975: Sąd Powiatowy w Ełku).